# Rickie Lambert
Rickie Lee Lambert (* 10. května 1982, Liverpool, Anglie, Spojené království) je bývalý anglický fotbalový útočník. Účastník Mistrovství světa 2014 v Brazílii.

## Reprezentační kariéra
V A-mužstvu Anglie debutoval 14. srpna 2013 na stadionu Wembley v Londýně v přátelském zápase proti Skotsku, který skončil výhrou domácího Albionu 3:2. Při své premiéře jednou skóroval.
Trenér Roy Hodgson jej nominoval na Mistrovství světa 2014 v Brazílii, kde Angličané vypadli již v základní skupině D, obsadili s jedním bodem poslední čtvrtou příčku.